# Senjutsu
Senjutsu (япон. 戦術; укр. «тактика та стратегія») — сімнадцятий студійний альбом британської хеві-метал групи Iron Maiden, був випущений 3 вересня 2021 року. Він став першим альбом Iron Maiden за майже шість років. Для просування альбому було випущено два сингли «The Writing on the Wall» і «Stratego».

## Огляд
Senjutsu став першим студійним альбомом гурту за майже шість років (хоча його було відкладено на більш ніж два роки через пандемію коронавірусу), після The Book of Souls (2015), що є найдовшим розривом між двома студійними альбомами Iron Maiden. Це також другий подвійний студійний альбом гурту та перший студійний альбом після Powerslave (1984), у якому Дейв Мюррей не брав участі в написанні пісень.
Назва альбому зображена на правій стороні обкладинки фактичним вертикальним японським написанням «сендзюцу» (戦術), а зліва — шрифтом, що нагадує японські ієрогліфи.
Senjutsu — один із найуспішніших альбомів Iron Maiden у чартах, він зрештою зайняв перше місце в 23 країнах, але в рідній Британії зайняв тільки 2 місце. Альбом також дав групі найвищу позицію в чартах США, під номером 3 в чарті Billboard Top 200 Albums Chart і першим у чарті Billboard Physical Albums Chart.

## Обкладинка
На обкладинці альбому, яку намалював Марк Вілкінсон, зображено Едді, одягненого як самурай, тримаючий катану. Англійський ілюстратор розповів британському журналу Metal Hammer: «Я знав, що мені буде важко просто одягнути Едді в самурайський костюм. Воїни вищої касти зазвичай мали багато шарів високо прикрашеної щільної тканини, як для проєкції, так і для набивки їх на полі бою – я не бачив, щоб такий костюм працював для скелетної фігури Едді. Крім того, він виглядав би занадто яскраво». 

## Треклист
| Disc one | Disc one                  | Disc one                  | Disc one   |
| #        | Назва                     | Автор                     | Тривалість |
| -------- | ------------------------- | ------------------------- | ---------- |
| 1.       | «Senjutsu»                | Adrian Smith Steve Harris | 8:20       |
| 2.       | «Stratego»                | Janick Gers Harris        | 4:59       |
| 3.       | «The Writing on the Wall» | Smith Bruce Dickinson     | 6:13       |
| 4.       | «Lost in a Lost World»    | Harris                    | 9:31       |
| 5.       | «Days of Future Past»     | Smith Dickinson           | 4:03       |
| 6.       | «The Time Machine»        | Gers Harris               | 7:09       |
| 40:15    |                           |                           |            |

| Disc two | Disc two             | Disc two        | Disc two   |
| #        | Назва                | Автор           | Тривалість |
| -------- | -------------------- | --------------- | ---------- |
| 1.       | «Darkest Hour»       | Smith Dickinson | 7:20       |
| 2.       | «Death of the Celts» | Harris          | 10:20      |
| 3.       | «The Parchment»      | Harris          | 12:39      |
| 4.       | «Hell on Earth»      | Harris          | 11:19      |
| 41:38    |                      |                 |            |

## Учасники запису

### Iron Maiden
- Брюс Дікінсон– вокал
- Дейв Меррей– гітара
- Адріан Сміт– гітара, бек вокал
- Янік Ґерс– гітара
- Стів Гарріс– бас-гітара, клавішні, бек вокал
- Ніко Мак-Брейн– ударні

### Технічний персонал
- Кевін «Caveman» Ширлі  – продюсування, зведення
- Стів Харріс – со-продюссер, артдиректор, дизайн
- Деніс Карібо – інженер
- Аде Емслі – мастеринг
- Стюарт Крауч Креатив – артдиректор, дизайн
- Марк «Тінкерер» Вілкінсон, Майкл Ноулланд – ілюстрації
- Рут Роуленд – каліграфія
- Мое Івата – японські переклади

## Чарти
| Chart (2021)                                       | Peak position |
| -------------------------------------------------- | ------------- |
| Австралія Australian Albums (ARIA)                 | 3             |
| Австрія Austrian Albums (Ö3 Austria)               | 1             |
| Бельгія Belgian Albums (Ultratop Flanders)         | 1             |
| Бельгія Belgian Albums (Ultratop Wallonia)         | 1             |
| Канада Canadian Albums (Billboard)                 | 5             |
| Croatian Albums (HDU)                              | 1             |
| Чехія Czech Albums (ČNS IFPI)                      | 2             |
| Данія Danish Albums (Hitlisten)                    | 5             |
| Нідерланди Dutch Albums (MegaCharts)               | 2             |
| Фінляндія Finnish Albums (Suomen virallinen lista) | 1             |
| Франція French Albums (SNEP)                       | 2             |
| Німеччина German Albums (Offizielle Top 100)       | 1             |
| Греція Greek Albums (IFPI)                         | 1             |
| Угорщина Hungarian Albums (MAHASZ)                 | 1             |
| Ірландія Irish Albums (OCC)                        | 3             |
| Італія Italian Albums (FIMI)                       | 1             |
| Японія Japanese Albums (Oricon)                    | 10            |
| New Zealand Albums (RMNZ)                          | 9             |
| Норвегія Norwegian Albums (VG-lista)               | 5             |
| Польща Polish Albums (ZPAV)                        | 2             |
| Португалія Portuguese Albums (AFP)                 | 1             |
| Slovak Albums (ČNS IFPI)                           | 4             |
| Шотландія Scottish Albums (OCC)                    | 1             |
| Іспанія Spanish Albums (PROMUSICAE)                | 1             |
| Швеція Swedish Albums (Sverigetopplistan)          | 1             |
| Швейцарія Swiss Albums (Schweizer Hitparade)       | 1             |
| Велика Британія UK Albums (OCC)                    | 2             |
| Велика Британія UK Rock & Metal Albums (OCC)       | 1             |
| США Billboard 200                                  | 3             |
| США Top Hard Rock Albums (Billboard)               | 1             |
| США Top Rock Albums (Billboard)                    | 1             |

| Chart (2021)                        | Position |
| ----------------------------------- | -------- |
| Austrian Albums (Ö3 Austria)        | 20       |
| Belgian Albums (Ultratop Flanders)  | 66       |
| Belgian Albums (Ultratop Wallonia)  | 49       |
| French Albums (SNEP)                | 94       |
| German Albums (Offizielle Top 100)  | 6        |
| Hungarian Albums (MAHASZ)           | 10       |
| Italian Albums (FIMI)               | 78       |
| Polish Albums (ZPAV)                | 38       |
| Portuguese Albums (AFP)             | 14       |
| Spanish Albums (PROMUSICAE)         | 23       |
| Swiss Albums (Schweizer Hitparade)  | 7        |
| UK Albums (OCC)                     | 74       |
| US Top Rock Albums (Billboard)      | 58       |
| US Top Hard Rock Albums (Billboard) | 28       |

## Сертифікації
| Регіон                                                      | Сертифікація | Продажі |
| ----------------------------------------------------------- | ------------ | ------- |
| Бразилія (ABPD)                                             | Золотий      | 20 000  |
| Croatia (HDU)                                               | 3× Золотий   | 9,000   |
| Франція (SNEP)                                              | Золотий      | 50 000  |
| Італія (FIMI)                                               | Золотий      | 25 000  |
| Польща (ZPAV)                                               | Золотий      | 10 000  |
| Швеція (IFPI Sweden)                                        | Золотий      | 15 000  |
| Велика Британія (BPI)                                       | Срібний      | 60 000  |
| продажі+прослуховування, що базуються лише на сертифікаціях |              |         |